# Åslaug Haga
Åslaug Marie Haga, född 21 oktober 1959 i Nes, Akershus var Norges olje- och energiminister, och partiledare för Senterpartiet. I juni 2008, efter en rad skandaler, avgick hon som statsråd och partiledare.
Haga var invald i Stortinget från Akershus år 2001–2009. Hon är utbildad statsvetare och har jobbat i Utrikesdepartementet i Norge. Haga ledde Senterpartiet från 2004 och var tidigare vice partiledare. Mellan år 1999 och 2000 var hon Norges kulturminister.